# Корниенко, Карен Сергеевич
Карен Сергеевич Корниенко (род. 1974) — российский пианист и композитор-транскриптор. Лауреат фортепианных конкурсов им. С. Рахманинова и А. Скрябина.

## Биография
Родился 1974 году в городе Астрахань. Окончил музыкальную школу в Днепропетровске.
В 15 лет приехал из Днепропетровска в Москву, где поступил на теоретическое отделение в Академическое музыкальное училище при Московской консерватории. На втором курсе перевёлся на фортепианное отделение, которое окончил по классу Г. Н. Егиазаровой. По окончании училища в 1993 году стал студентом Московской консерватории, вначале по классу Е. В. Малинина, а затем у В. В. Горностаевой. С 1998 по 2000 год — ассистент-стажёр Московской консерватории.
В 1995 году, во время учёбы в консерватории, получил третью премию на I Международном конкурсе пианистов им. А. Н. Скрябина, а два года спустя стал обладателем Гран-при на II Международном конкурсе пианистов им. С. Рахманинова (мнения членов жюри разделились, и вручение Корниенко Гран-при не было поддержано частью судей и спонсором — внуком композитора).
Солист Московской Государственной Академической филармонии. Гастролирует по России, Украине, Германии, Франции, Австрии, Италии и Кувейту. В программу выступлений Корниенко включает собственные фортепианные транскрипции классических симфонических произведений; среди его работ — фортепианные сюиты на музыку Чайковского «Лебединое озеро» и «Щелкунчик», «Три сказочные картины» Лядова. Сюиту из «Щелкунчика» Корниенко написал для дочери своей жены Вероники — юной пианистки Алины Коршуновой, однако она не успела её исполнить, скончавшись от рака. Свой первый концерт в зале им. П. И. Чайковского Корниенко посвятил её памяти. В 2011 году Корниенко стал одним из авторов-транскрипторов, приглашённых для исполнения сольных программ в рамках IV Международного фестиваля «Фортепианная транскрипция: история и современность». В программу, помимо сюит «Лебединое озеро» и «Три сказочные картинки для симфонического оркестра», была включена также фантазия на темы симфонической поэмы Чайковского «Франческа да Римини», исполнявшаяся впервые.

## Награды и звания
- Победитель II Международного конкурса им. С. Рахманинова (Москва, 1997)
- Лауреат I и II Международных конкурсов им. А. Скрябина (Нижний Новгород, 1995; Москва, 2000[7])
- Лауреат Международного фонда «Новые имена»[8]